# Buck Wild
Buck Wild ist eine US-amerikanische Skatepunk-Band, die 1995 von Shawn Dewey – ehemaliger Gitarrist und zweiter Sänger von Lagwagon – gegründet wurde.

## Geschichte
Buck Wild galt zunächst als ein Nebenprojekt Shawn Deweys, das er mit dem befreundeten Schlagzeuger und Gitarristen Dave Hanacek begründete. Kurz nach einer ersten EP namens Little Punch You in the Ear, die 1995 veröffentlicht wurde, verließ Dewey jedoch Lagwagon auf Grund eines Streits und konzentrierte sich fortan auf sein neues Projekt. Nach dem Debütalbum Beat Me Silly von 1996 folgte eine Europatournee mit Undeclineable Ambuscade und Ten Foot Pole. Kurz nach der Veröffentlichung des zweiten Albums Full Metal Overdrive im Jahr 1999 löste sich die Band jedoch auf. Inzwischen besteht Buck Wild wieder. 
Shawn hat eine Facebook-Seite ins Leben gerufen auf der erwähnt wurde, dass 2013 neue Musik veröffentlicht werden sollte. 

## Diskografie
- 1995: Little Punch You in the Ear (EP, Lobster Records)[3]
- 1996: Beat Me Silly (Album, Lobster Records)[4]
- 1999: Full Metal Overdrive (Album, Lobster Records)[5]